# Peñahora
Peñahora es un despoblado del término municipal de Humanes (Guadalajara, España). Se situaba junto a la desembocadura del río Sorbe en el Henares. Quedan en pie la ermita de Peñahora y algunos restos de la antigua muralla urbana y del castillo. Por el lugar donde estuvo emplazado el poblado cruzan la vía del ferrocarril Madrid-Barcelona y la carretera CM-101.

## Historia
Fue un poblado levantado en el siglo IX por el emirato de Córdoba merced del castillo de Peñahora, construido como defensa del valle del Henares. Su construcción en tiempos del emir Muhammad I es citada por el cronista andalusí Ibn Hayyan, que recoge el nombre romance arabizado de بنة فراطة Binna Furāta:

A Muhammad [I] y al tiempo de su reinado se le deben hermosas obras, muchas gestas, grandes triunfos y total cuidado por el bienestar de los musulmanes, preocupándose por sus fronteras, guardando sus brechas, consolidando sus lugares extremos y atendiendo a sus necesidades. Él fue quien ordenó construir el castillo de Esteras [del Ducado], para guardar las cosechas de Medinaceli, encontrándose en su lado noroeste. Y él fue quien, para las gentes de la frontera de Toledo, construyó el castillo de Talamanca, y el castillo de Madrid y el castillo de Peñafora. Con frecuencia recababa noticias de las marcas y atendía a lo que en ellas ocurría, enviando a personas de su confianza para comprobar que se hallaban bien.

Tras la conquista cristiana en 1081 pasó a formar parte del común de villa y tierra de Hita y su castillo sirvió como defensa del puente sobre el Sorbe del camino real de Zaragoza. En 1188 fueron donadas las tierras de Peñahora por Pedro Fernández de Hita, señor de Hita, a la Orden de Santiago, que estableció una encomienda y se reservó el derecho de pontazgo. En 1328 se trasladó la cabeza de la encomienda a Mohernando y con ello el cobro del tributo. Comienza entonces el despoblamiento de Peñahora y el abandono del castillo. La mayor parte de sus habitantes y de sus bienes patrimoniales fueron trasladados con el tiempo a la vecina aldea de Humanes.